# Clayton Moore
Clayton Moore, właśc. Jack Carlton Moore (ur. 14 września 1914 w Chicago, zm. 28 grudnia 1999 w Los Angeles) – amerykański aktor filmowy i telewizyjny. Jako nastolatek pobierał lekcje pływania u mistrza pływania i aktora Johnny’ego Weissmullera w Illinois Athletic Club. Pod koniec lat 30. XX wieku pracował również jako model i kaskader. Pierwszy film, w którym wystąpił, powstał w 1938 i nazywał się Dick Tracey Returns. W 1942 grał w The Perils of Nyoka. Podczas II wojny światowej służy w United States Army Air Forces. Był protagonistą jako Ken Mason / Zorro w filmie sensacyjno-przygodowym Gost Zorro (1949), a później został nazwany „królem seriali”. W latach 1949–1957 identyfikował z telewizyjną postacią jako John Reid / Lone Ranger w serialu ABC The Lone Ranger. W 1987 otrzymał swoją gwiazdę na Hollywoodzkiej Alei Gwiazd. W swojej karierze grał w ok. 70 filmach. Zmarł na zawał mięśnia sercowego w wieku 85 lat.

## Filmografia

### Filmy
- 1937: Forlorn River jako kowboj
- 1940: Syn hrabiego Monte Christo jako porucznik Fritz Dorner
- 1942: Black Dragons jako Richard ‘Dick’ Martin, agent FBI
- 1948: The Far Frontier jako Tom Sharper
- 1953: Kansas Pacific jako Stone
- 1966: Nyoka and the Lost Secrets of Hippocrates jako dr Larry Grayson

### Seriale TV
- 1949: The Lone Ranger jako John Reid / Lone Ranger
- 1951: Adventures of Wild Bill Hickok jako Larson
- 1954: Annie Oakley